# Neptunus, Amphitrite en Arion
Neptunus, Amphitrite en Arion is een artistiek kunstwerk in Amsterdam-Oost.

## Omschrijving
De weergave van Neptunus, Amphitrite en Arion staat op het terrein van Park Frankendael en op de symmetrische as van het Huis Frankendael. Het is behalve beeldengroep ook een fontein. Het object staat aan de ringsloot die het etablissement aan de Middenweg 72 omsluit. 
Het geheel draagt de signatuur van Ignatius van Logteren en is origineel gemaakt voor plaatsing bij de Buitenplaats Driemond bij het huidige Driemond, ze wordt dan ook wel de Driemond fontein genoemd. De drie openingen (waterspuwers) staan voor de drie stromen bij de buitenplaats Driemond: Neptunus de Gaasp, Amphitrite het Gein en Arion het Smal Weesp. Rond 1770 werd het op Frankendael (ook een buitenplaats) neergezet.
Het marmeren ensemble is geplaatst op een onderstuk dat vanuit het water oprijst; het onderstuk bestaat uit brokken hardsteen in rustica. Vervolgens komt een sokkel die naar boven toe verjongt. Aan de linkerzijde is Amphitrite neergezet in een halfliggende houding rusten op de linkerhand ondersteund door een kruik. In de rechterhad heeft zij een drietand. Dat is echter een los object binnen de groep en op oudere foto’s is ook wel te zien dat zij een staf vasthoudt. Aan de rechterkant van het beeld is Neptunus geplaatst, eveneens halfliggend, ondersteund door kruik. Ook hij heeft een drietand. Het midden is opgevuld met een klokvormig attribuut met schelpwerk. Voor die schelp zit Arion met lier op de kop van een dolfijn (redder van musicus Arion), waarin zich net als in de kruiken waterspuwers bevindt. Alle vier de spuwers richten hun water op een voorliggend schelpvormig bassin.
Dat schelpvormige bassin vindt zijn weerslag in de tegenoverliggende kade van de ringsloot; daar is een ronding uitgespaard.

## Afbeeldingen

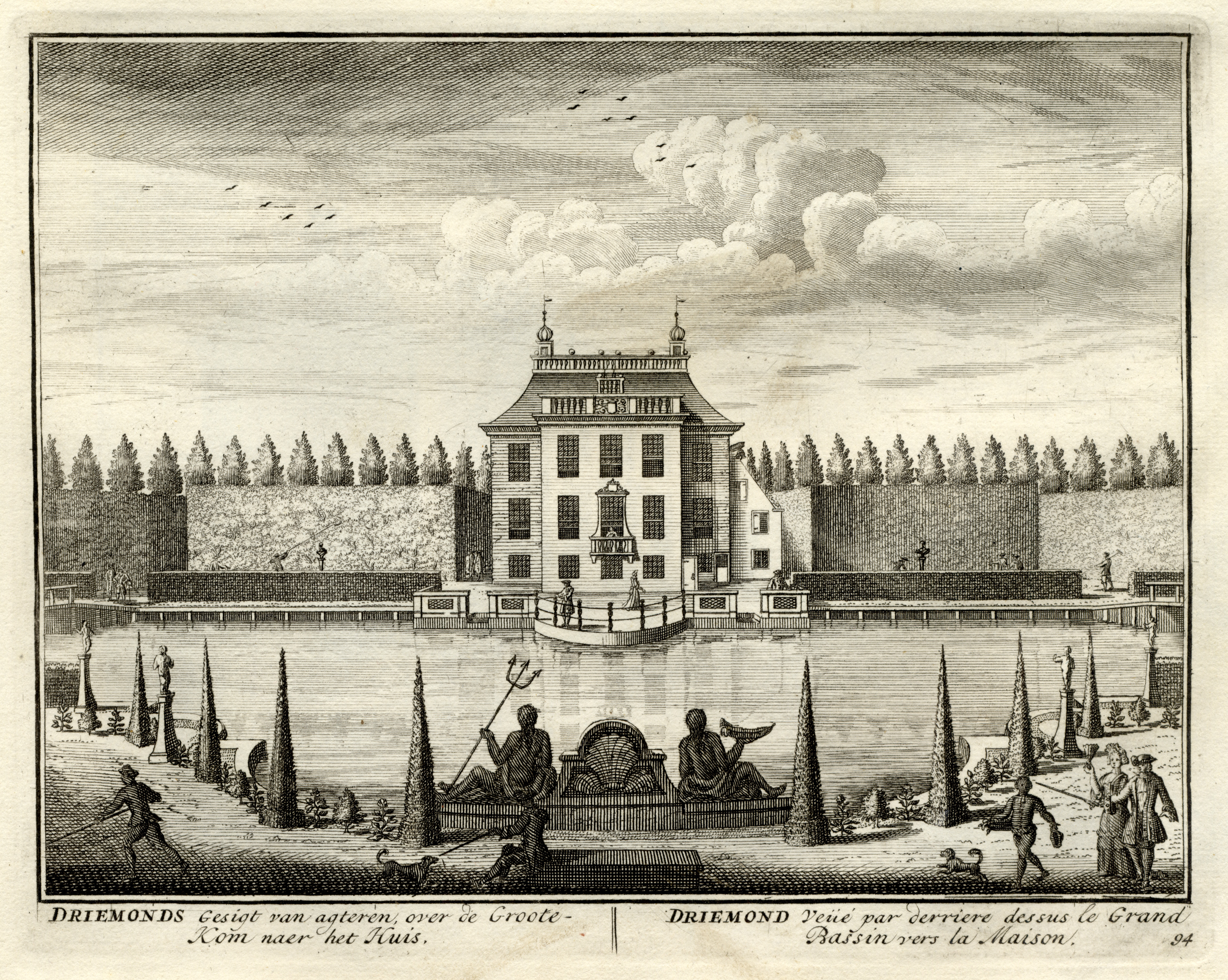
De fontein op de oorspronkelijke plek bij de Buitenplaats Driemond (1718/1719)
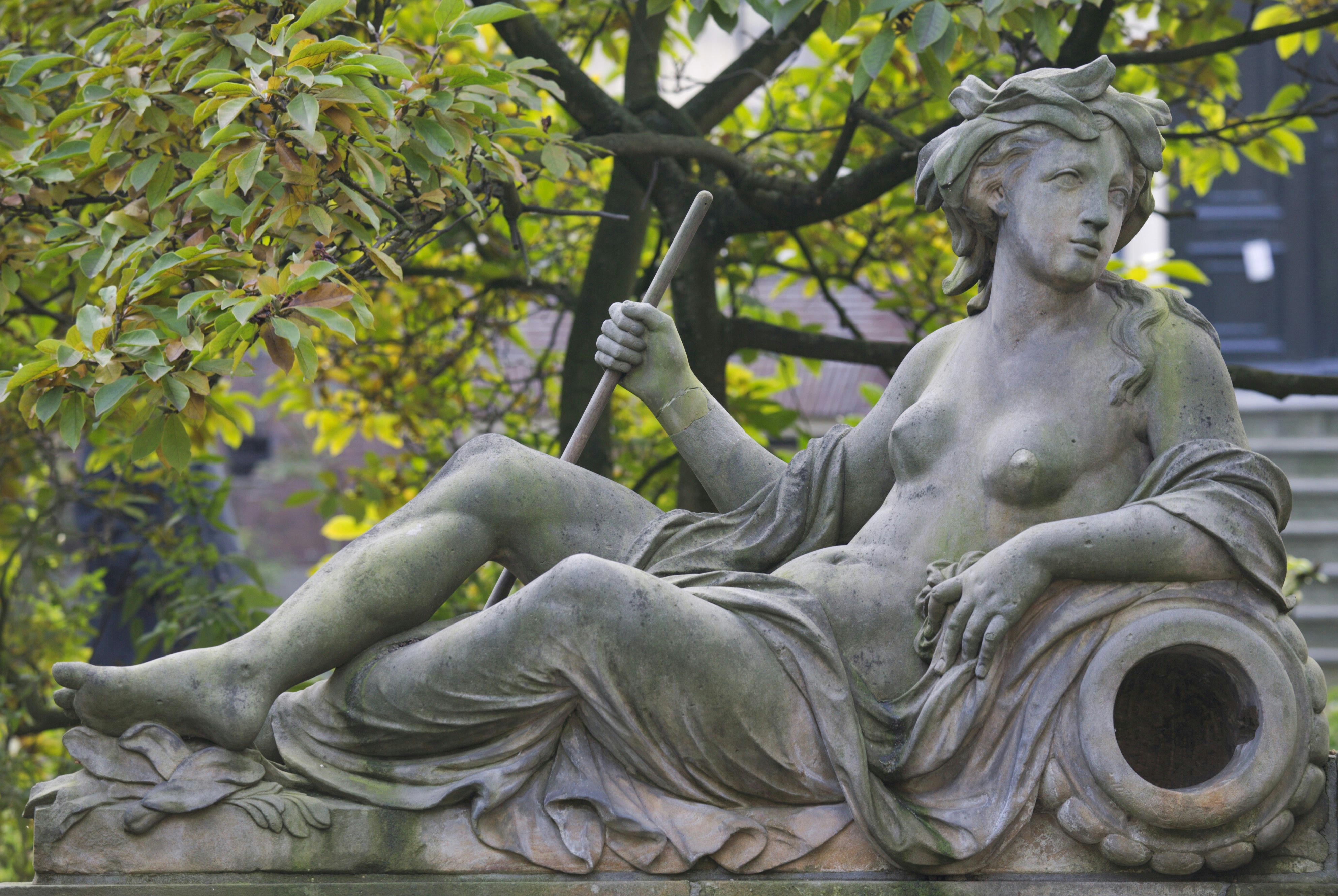
Amphitrite (2003)
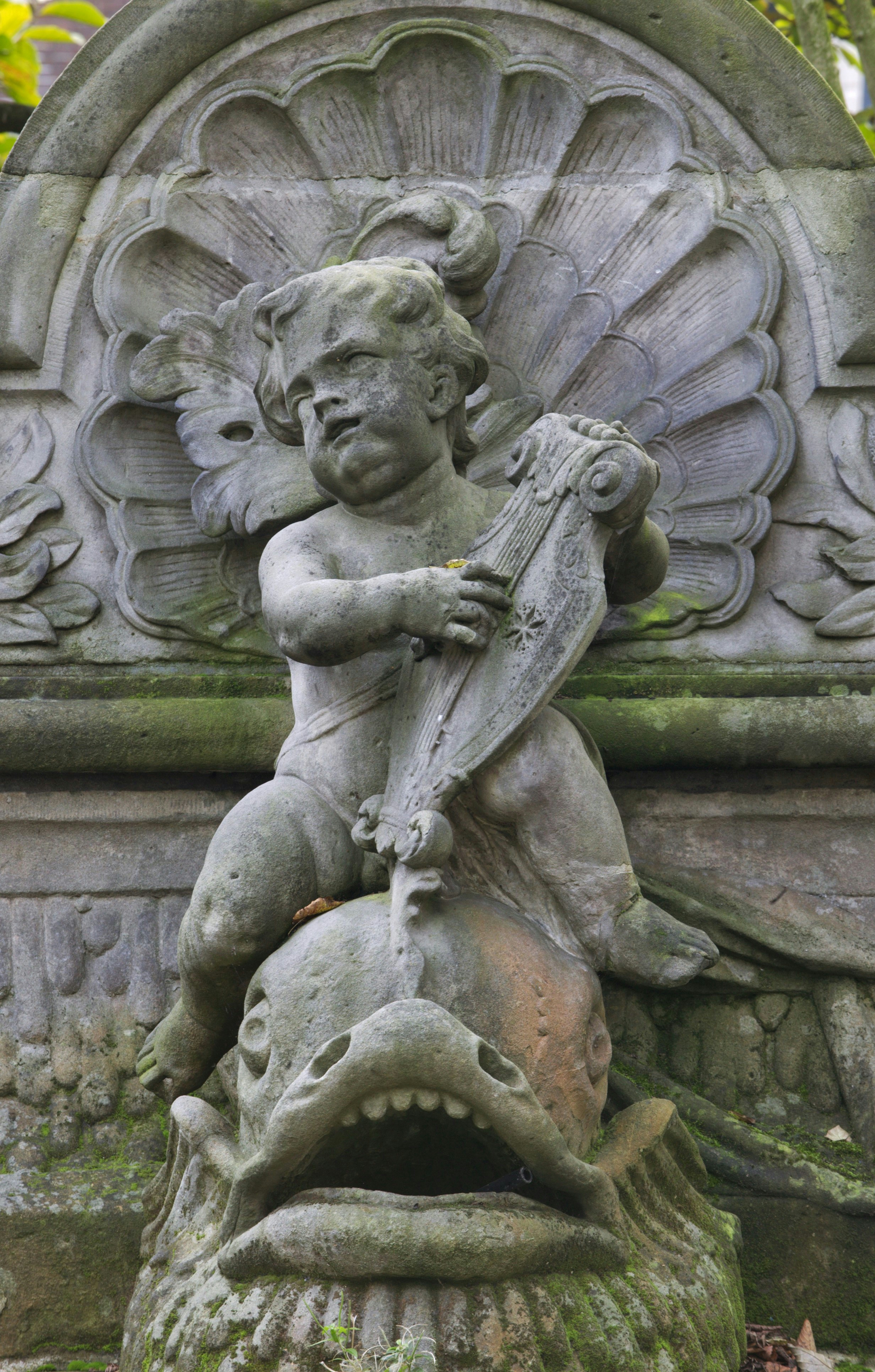
Arion (2003)
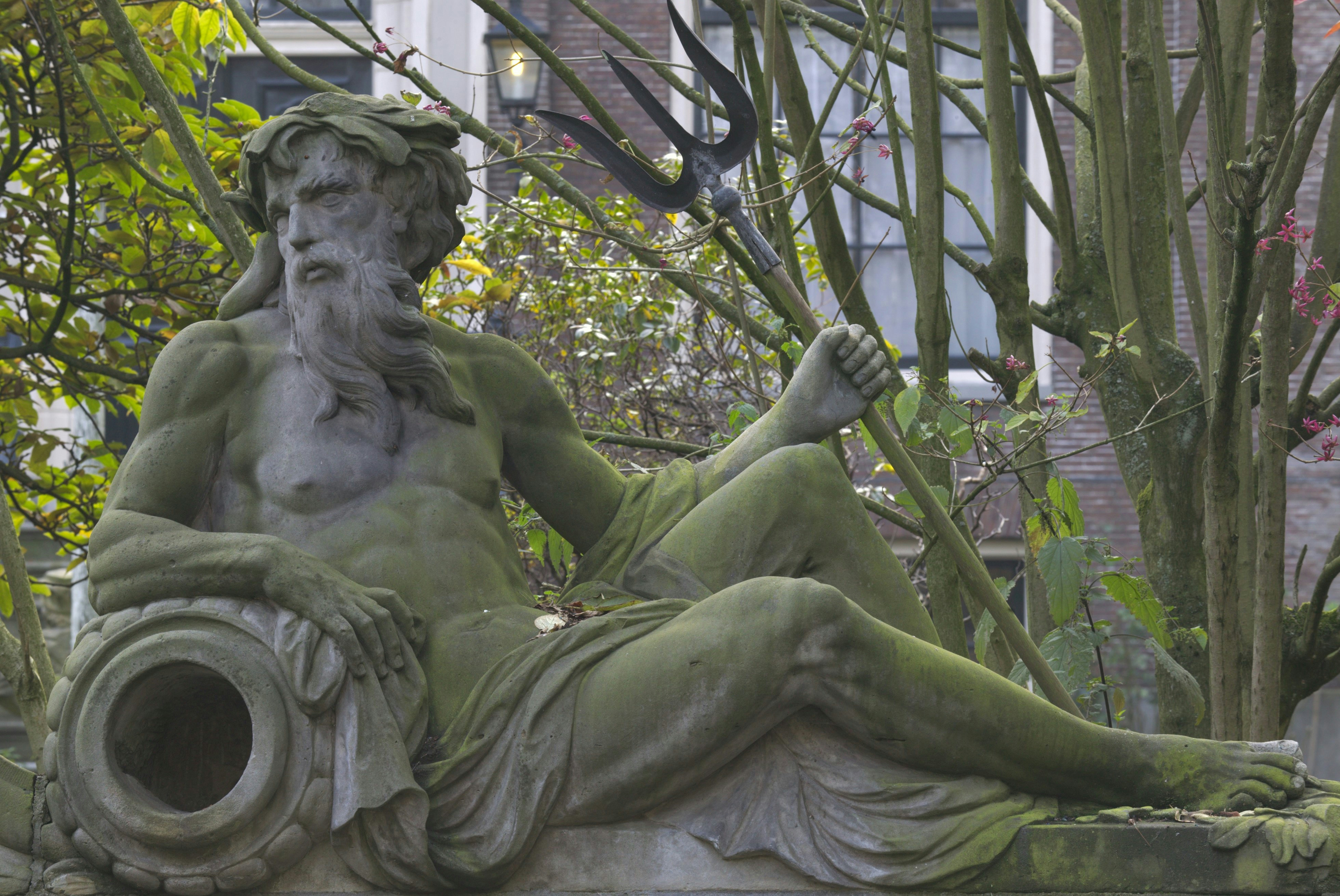
Neptunus (2003)
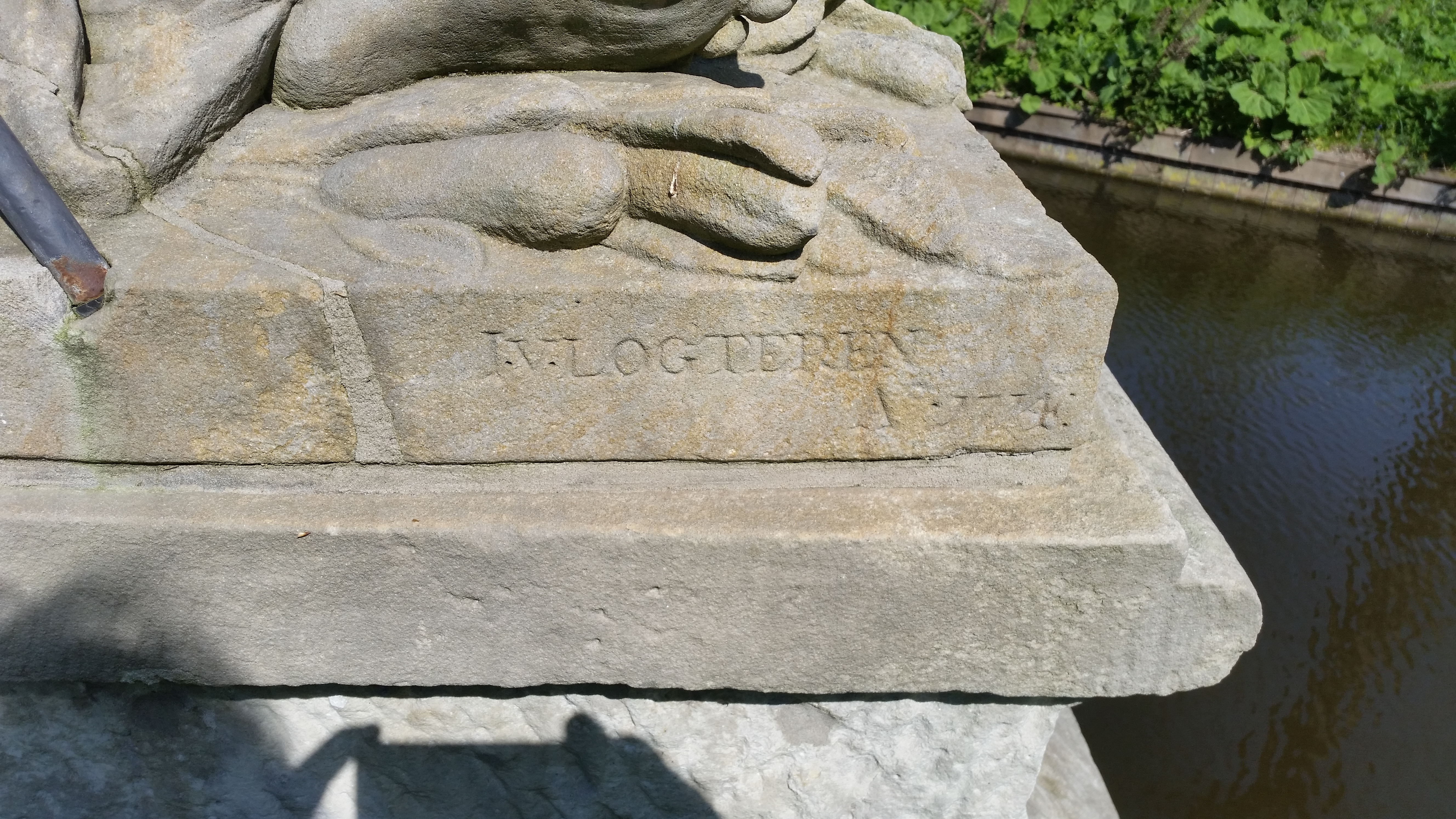
Signatuur Van Logteren (april 2020)